# Campeonato Uruguaio de Futebol de 1989
O Campeonato Uruguaio de Futebol de 1989 foi a 58ª edição da era profissional do Campeonato Uruguaio. O torneio consistiu em uma competição com um turno, no sistema de todos contra todos. O campeão foi o Progreso, o qual era presidido por Tabaré Vázquez, que mais tarde seria eleito Presidente do Uruguai.

## Classificação[3]
| Pos | Equipe               | Pts | J  | V | E | D | GP | GC | SG |
| --- | -------------------- | --- | -- | - | - | - | -- | -- | -- |
| 1º  | Progreso             | 20  | 12 | 9 | 2 | 1 | 18 | 8  | 10 |
| 2º  | Nacional             | 15  | 12 | 5 | 5 | 2 | 20 | 13 | 7  |
| 3º  | Peñarol              | 15  | 12 | 6 | 3 | 3 | 19 | 14 | 5  |
| 4º  | Cerro                | 14  | 12 | 6 | 2 | 4 | 14 | 11 | 3  |
| 5º  | Bella Vista          | 14  | 12 | 3 | 8 | 1 | 13 | 10 | 3  |
| 6º  | Defensor Sporting    | 14  | 12 | 3 | 8 | 1 | 11 | 8  | 3  |
| 7º  | Danubio              | 13  | 12 | 5 | 3 | 4 | 18 | 15 | 3  |
| 8º  | Montevideo Wanderers | 13  | 12 | 5 | 3 | 4 | 14 | 16 | -2 |
| 9º  | Rentistas            | 10  | 12 | 3 | 4 | 5 | 13 | 17 | -4 |
| 10º | Huracán Buceo        | 8   | 12 | 2 | 4 | 6 | 11 | 17 | -6 |
| 11º | Liverpool            | 8   | 12 | 3 | 2 | 7 | 6  | 13 | -7 |
| 12º | Central Español      | 7   | 12 | 1 | 5 | 6 | 15 | 22 | -7 |
| 13º | River Plate          | 5   | 12 | 2 | 1 | 9 | 7  | 15 | -8 |

|  | Campeão uruguaio e classificado à Liguilla Pré-Libertadores. |
|  | Classificados à Liguilla Pré-Libertadores.                   |

Promovido para a próxima temporada: Racing.

## Liguilla Pré-Libertadores da América
A Liguilla Pré-Libertadores da América de 1989 foi a 16ª edição da história da Liguilla Pré-Libertadores, competição disputada entre as temporadas de 1974 e 2008–09, a fim de definir quais seriam os clubes representantes do futebol uruguaio nas competições da CONMEBOL. O torneio de 1989 consistiu em uma competição com um turno, no sistema de todos contra todos. Como os quatro primeiros colocados empataram em número de pontos, formaram um quadrangular final em que novamente se encararam no sistema de todos contra todos em um turno para decidir os classificados à Copa Libertadores da América de 1990. O vencedor foi o Defensor Sporting, que obteve seu 4º título da Liguilla.

### Classificação da Liguilla

#### Primeira fase
| Pos | Equipe            | Pts | J | V | E | D | GP | GC | SG |
| --- | ----------------- | --- | - | - | - | - | -- | -- | -- |
| 1°  | Peñarol           | 6   | 5 | 2 | 2 | 1 | 8  | 4  | 4  |
| 2°  | Defensor Sporting | 6   | 5 | 2 | 2 | 1 | 9  | 8  | 1  |
| 3°  | Progreso          | 6   | 5 | 2 | 2 | 1 | 5  | 4  | 1  |
| 4°  | Bella Vista       | 6   | 5 | 3 | 0 | 2 | 7  | 7  | 0  |
| 5°  | Nacional          | 5   | 5 | 2 | 1 | 2 | 6  | 6  | 0  |
| 6°  | Cerro             | 1   | 5 | 0 | 1 | 4 | 3  | 9  | -6 |

|  | Classificados à fase final. |

#### Fase final
| Pos | Equipe            | Pts | J | V | E | D | GP | GC | SG |
| --- | ----------------- | --- | - | - | - | - | -- | -- | -- |
| 1°  | Defensor Sporting | 5   | 3 | 2 | 1 | 0 | 6  | 4  | 2  |
| 2°  | Progreso          | 4   | 3 | 1 | 2 | 0 | 5  | 3  | 2  |
| 3°  | Peñarol           | 3   | 3 | 1 | 1 | 1 | 5  | 4  | 1  |
| 4°  | Bella Vista       | 0   | 3 | 0 | 0 | 3 | 2  | 7  | -5 |

|  | Campeão da Liguilla e classificado à Libertadores de 1990. |
|  | Classificado à Libertadores de 1990.                       |

## Premiação
| Campeonato Uruguaio de 1989  |
| ---------------------------- |
| Progreso Campeão (1º título) |